# Bérgula (cidade)
Bergule ou Bérgula ou Bergoule (em grego clássico: Βεργούλη), também chamada de Bergulium ou Bergoulion, ou ainda Virgulae, era uma cidade na Trácia que mais tarde foi chamada de Arcadiópolis, Arcadiupulis ou Arkadioupolis (Ἀρκαδιούπολις). Foi notado por Ptolomeu, e habitada durante os impérios romano e bizantino.
Sob o nome de Arcadiópolis na Europa era a sede de um bispo; não é mais uma sé residencial, porém continua sendo uma sé titular da Igreja Católica Romana.
Está localizada perto de Lüleburgaz na Turquia Europeia.